# Metaphrynella
A Metaphrynella a kétéltűek (Amphibia) osztályába, valamint a békák (Anura) rendjébe és a szűkszájúbéka-félék (Microhylidae) családjába tartozó nem.

## Előfordulása
A nembe tartozó fajok Indonéziában és Malajziában honosak.

## Taxonómiai besorolása
Lehetséges, hogy a Metaphrynella parafiletikus csoportot alkot, mivel a molekuláris vizsgálatok arra mutatnak, hogy  a Phrynella nem beleágyazódik. Egy másik vizsgálat szerint a legközelebbi rokonai a Kaloula, az Uperodon és a Ramanella nem. A De Sá és munkatársai által végzett molekuláris vizsgálatok szerint a Kaloula a Metaphrynella testvérkládja.

## Rendszerezés
A nembe az alábbi fajok tartoznak.
- Metaphrynella pollicaris (Boulenger, 1890)
- Metaphrynella sundana (Peters, 1867)